# 222
222. је била проста година.

## Догађаји
- 11. март — У Риму избија побуна Преторијанске гарде у којој су убијен цар Елагабал и његова мајка Јулија Соемија. Њихова осакаћена тела се вуку по улицама Рима прије него што буду бачена у Тибар.
- На римски престо ступа Елагабалов наследник, 13-годишњи Александар Север. Настојећи да избегне грешке које су довеле до Елагабалове смрти, Александрова мајка Јулија Авита Мамеја ангажује правника Улпијана и веће од 16 најугледнијих сенатора да јој помогну у владавини царством.

## Рођења
- Кар, римски цар (у. 283)

## Смрти
- 11. март — Елагабал, римски цар (р. 203)
  - Јулија Соемија, мајка Елагабалова (р. 180)